# Zolote
Zolote (în ucraineană Золоте) este oraș regional în regiunea Luhansk, Ucraina. 

## Demografie
Componența lingvistică a orașului Zolote
     Rusă (50,34%)
     Ucraineană (43,93%)
     Alte limbi (0,4%)
Conform recensământului din 2001, majoritatea populației orașului Zolote era vorbitoare de rusă (50,34%), existând în minoritate și vorbitori de ucraineană (43,93%).